# Witold Stachurski
Witold Stachurski (ur. 15 stycznia 1947 w Chmielniku, zm. 16 maja 2001 w Kielcach) – polski bokser, medalista mistrzostw Europy i mistrzostw Polski, olimpijczyk.

## Kariera sportowa
W 1967 reprezentował Polskę w mistrzostwach Europy w Rzymie. W pierwszej rundzie pokonał Węgra Imre Nagya, następnie zwyciężył Austriaka Rainera Salzburgera, zaś w półfinale wygrał z Czechosłowakiem Vojtechem Stantienem. Wskutek kontuzji nie przystąpił do finałowej walki z Wiktorem Agiejewem, zdobywając ostatecznie srebrny medal. W 1971 uczestniczył w mistrzostwach Europy w Madrycie, w których w wadze średniej pechowo i niezasłużenie przegrał z późniejszym mistrzem kontynentu, reprezentantem ZSRR Juozasem Juocevičiusem. Dwa lata później w Belgradzie wywalczył brązowy medal mistrzostw Europy, przegrywając w półfinale z mistrzem olimpijskim Wiaczesławem Lemieszewem.
Uczestniczył także dwukrotnie w igrzyskach olimpijskich. W 1968 w Meksyku w wadze lekkośredniej przegrał w pierwszej walce z Rumunem Ionem Covacim. Cztery lata później w Monachium wygrał najpierw z Kenijczykiem Peterem Dulą, następnie w ćwierćfinale prowadził na punkty z Finem Reimą Virtanenem, jednak pod koniec walki doznał kontuzji łuku brwiowego i przegrał.
Był pięściarzem Błękitnych Kielce, w których barwach czterokrotnie został mistrzem Polski w wadze średniej w latach 1970–1973 oraz wicemistrzem kraju juniorów w wadze lekkośredniej w 1965. Ponadto w 1969 zwyciężył w międzynarodowym turnieju TSC, który odbył się w Berlinie – w zawodach tych pokonał m.in. w półfinale mistrza olimpijskiego, Kubańczyka Rolando Garbeya. Dwukrotnie stawał także na podium Spartakiady Gwardyjskiej – w 1967 w Szombathely był drugi, zaś w 1970 w Bukareszcie pierwszy. Karierę sportową zakończył w 1974 ze względów zdrowotnych. Następnie pełnił funkcję trenera w Błękitnych Kielce. 
Dwukrotnie – w 1967 i 1972 – został wybrany najpopularniejszym sportowcem Kielecczyzny w plebiscycie „Słowa Ludu”. W 1976 otrzymał tytuł Mistrza Sportu. Na początku 2001 zajął trzecie miejsce w konkursie „Echa Dnia” na najlepszego sportowca województwa kieleckiego XX wieku (za Leszkiem Drogoszem i Mirosławą Sarną).
Zmarł 16 maja 2001 w Kielcach.